# Reserva Extrativista Marinha de Tracuateua
A reserva extrativista Marinha de Tracuateua é uma unidade de conservação brasileira de uso sustentável da natureza, localizada no estado do Pará, com território distribuído pelos municípios de Bragança, Quatipuru e Tracuateua.

## Histórico
Tracuateua foi criada através de Decreto sem número emitido pela Presidência da República em 20 de maio de 2005, com uma área de 27 864,50 ha.